# Franco Cabrera (actor)
Franco Jesús Cabrera Cadillo (Lima, 23 de diciembre de 1986) es un actor, presentador de televisión y comediante peruano. Dentro de sus papeles que ha interpretado, es reconocido principalmente por los roles estelares de «Lechuga» en la secuela cómica Asu mare y Daddy Ricky en la teleserie El santo convento.

## Primeros años
Franco Jesús Cabrera Cadillo nació el 23 de diciembre de 1986, en la capital peruana Lima, proveniente de una familia de clase media, siendo hijo de un médico y una profesora de baile.
Estudió la carrera de artes escénicas en la Pontificia Universidad Católica del Perú (PUCP) y recibió talleres de improvisación teatral en la asociación cultural Patacláun de la mano de July Naters, para luego comenzar una carrera artística como actor años después.[cita requerida]

## Trayectoria
Cabrera debuta en la actuación a los 21 años participando en la telenovela peruana Graffiti en el año 2008, interpretando a Gonzalo Maldonado «Chacal», el líder de la pandilla Los Machucas y primo hermano de la protagonista Alina Santa Cruz.[cita requerida] Al año siguiente, se suma al reparto principal de la serie cómica El santo convento como Daddy Ricky.[cita requerida] Seguidamente, fue conductor del programa deportivo Entre titulares para la cadena Cable Mágico Deportes (CMD) al lado de Christian Wagner y Joanna Boloña.[cita requerida] Tras su salida, Cabrera ingresa a la conducción del programa de televisión juvenil Listos ya por Frecuencia Latina en 2012 sin éxito.
En 2013, se incorpora a la cinta peruana Asu mare con su personaje de «Lechuga», uno de los amigos de Carlos «Cachín» Alcántara, que tras el éxito de la ficción, participa con el mismo rol en las secuelas 2015 y 2018, incluyendo su protagónico en el spin-off Asu mare, los amigos en el 2023. Además, Cabrera lanzó su unipersonal bajo el nombre de Zambito de pelo duro en el 2013.
Concursó en el reality de baile El gran show en el año 2015, donde finalmente ocupó el segundo lugar de la competencia, Protagonizó las obras Una comedia romántica al lado de Karina Jordán en el año 2014 y ¡Oh, por Dios! de la dirección de Rocío Tovar en el año 2019 compartiendo escena con Manuel Gold y Guillermo Castañeda. Además, se suma a la conducción de su programa deportivo Al ángulo para el canal Movistar Deportes manteniéndose hasta 2021. Además, asume el protagónico de la película deportiva F-27 como Víctor Rodríguez, un barrista del club de fútbol Alianza Lima.
En el año 2016, Cabrera asume el protagónico con Monserrat Brugué en la serie web Los planes de Ricky con la colaboración del Banco de Crédito del Perú (BCP). En este proyecto, volvió a interpretar a su personaje de El santo convento.[cita requerida]
Participó en la obra cómica Los mataviejas al lado del actor y humorista Carlos Carlín, y la primera actriz Ana Cecilia Natteri en el año 2014. Tiempo después, Cabrera protagonizó con Renzo Schuller y Emilram Cossío la película cómica peruana Asi nomás en 2016, donde interpretó a Orestes, un carpintero que dejaría el oficio.

## Filmografía

### Televisión

#### Series y telenovelas
| Año       | Título              | Rol                                                    | Notas                    | Emisión                 | Ref.             |
| --------- | ------------------- | ------------------------------------------------------ | ------------------------ | ----------------------- | ---------------- |
| 2008      | Graffiti            | Gonzalo Maldonado / «Chacal» / «Líder de Los Machucas» | Rol antagónico reformado | Frecuencia Latina       | [cita requerida] |
| 2009-2010 | El santo convento   | Ricky / «Daddy Ricky»                                  | Rol principal            | América Televisión      | [ 19 ]           |
| 2011      | La santa sazón      | Ricky / «Daddy Ricky»                                  | Rol principal            | Panamericana Televisión | [cita requerida] |
| 2016      | Los planes de Ricky | Ricky / «Daddy Ricky»                                  | Rol protagónico          | BCP (YouTube)           | [ 16 ]           |

#### Programas de televisión
| Año        | Título               | Rol      | Notas                                   | Emisión            | Ref.             |
| ---------- | -------------------- | -------- | --------------------------------------- | ------------------ | ---------------- |
| 2009-2011  | Entre titulares      | Él mismo | Presentador                             | CMD                | [cita requerida] |
| 2012       | Listos ya            | Él mismo | Presentador                             | Frecuencia Latina  | [ 3 ]            |
| 2014       | Calle 7 Perú         | Él mismo | Presentador dual                        | Frecuencia Latina  | [cita requerida] |
| 2015       | El gran show         | Él mismo | Participante (Segundo puesto)           | América Televisión | [ 20 ]           |
| 2015       | Reyes del show       | Él mismo | Participante (Eliminado, cuarto puesto) | América Televisión | [ 7 ]            |
| 2019-2021  | Al ángulo            | Él mismo | Presentador                             | Movistar Deportes  | [ 13 ]           |
| 2025       | El gran chef famosos | Él mismo | Participante                            | Latina Televisión  | [cita requerida] |
| desde 2025 | Yo soy               | Él mismo | Presentador                             | Latina Televisión  | [cita requerida] |

### Cine
| Año  | Título                 | Rol               | Notas                    | Ref.             |
| ---- | ---------------------- | ----------------- | ------------------------ | ---------------- |
| 2013 | Asu mare               | «Lechuga»         | Rol principal            | [cita requerida] |
| 2014 | F-27                   | Víctor Rodríguez  | Rol protagónico          | [ 14 ]           |
| 2015 | Asu mare 2             | «Lechuga»         | Rol principal            | [ 21 ]           |
| 2016 | Así nomás              | Orestes           | Rol protagónico          | [ 22 ] [ 18 ]    |
| 2019 | Recontraloca           | Vecino            | Rol recurrenterecurrente | [cita requerida] |
| 2020 | Rómulo y Julita        | «Carioca» Monitor | Rol principal            | [cita requerida] |
| 2023 | Asu mare, los amigos   | «Lechuga»         | Rol protagónico          | [ 4 ]            |
| 2024 | Bienvenidos al paraíso | Miki              | Rol central              | [cita requerida] |

## Teatro
- La tía de Carlos (2011)[23]
- Toc Toc (2012, 2022)[24]
- Doña Desastre (2012)
- Zambito de pelo duro (2013)[6]
- Una comedia romántica (2014)[cita requerida]
- Los mataviejas (2014)[17]
- ¡Oh, por Dios! (2019)[10][9]